# Kojbál nyelv
A kojbál a kamassz egyik már-már önálló nyelvet jelentő nyelvjárása volt. Kojbálföld a Jenyiszej folyó jobb partján, Krasznojarszktól délre terült el. Már a középkor folyamán csupán pár ezer fős népcsoport volt, asszimilációjuk 1629 után gyorsult fel, amikor völgyeikbe különféle törökségi népek (leginkább hakaszok) nyomultak az orosz expanzió elől. Az utolsó kojbálok a 19. század folyamán veszítették el nyelvüket.